# 山元春挙
山元春挙（やまもと しゅんきょ、明治4年(1871年)11月24日 - 昭和8年(1933年)7月12日）は、明治から昭和初期にかけて活動した円山・四条派の日本画家。本名は金右衛門、幼名は寛之助、別号に円融斎、一徹居士。円山四条派の画風を身につける一方で写真技術を学んで風景画制作に応用するなど、先進的な描法を模索した画家であり、竹内栖鳳と共に近代京都画壇を代表する画家である。

## 伝記
滋賀県膳所町（現在の大津市中庄付近）に生まれる。父は山元善三郎、母は直子。幼名は寛之助。滋賀県五個荘（現在は東近江市の一部）の小杉家の養子となり金右衛門と改名するが、のち山元家に復籍する。大津打出浜学校を卒業後、大嶋一雄塾で漢学を学ぶ。
明治16年（1883年）頃12,3歳で遠縁にあたる京都の野村文挙に師事し、雅号を春挙とする。その後文挙が上京したため明治18年（1885年・14歳）に森寛斎に師事する。翌年、京都青年絵画研究会展に「呉孟」「菊に雀」を出品、一等褒状を受ける。
明治24年（1891年・20歳）竹内栖鳳、菊池芳文らと共に京都青年絵画共進会を再興し審査員となる。自らも「黄初平叱石図」を出品、二等賞銀印を受ける。翌明治25年（1892年）春挙21歳の時には最初の入門者、高井梅渓を迎えた。明治26年（1893年・22歳）には日本美術協会展に「秋山瀑布」を出品し褒状を受ける。その後国内の展覧会、海外のドイツ、ババリア美術展覧会、パリ万国博覧会 、シカゴ万国博覧会などにも積極的に出品した。
明治27年（1894年・23歳）に森寛斎が亡くなり、独立して居を室町二条に構える。同年、如雲会の委員になり竹内栖鳳、菊池芳文、谷口香嶠と養素会を結成する。この年初めて富士山に写生旅行をした。翌年、明治28年（1895年・24歳）生駒ため（匡子）と結婚する。この頃描いた「海浜風物図」「南朝忠臣図」「深山雪霄鹿図」などには後年の雄大な風景画の萌芽が見られる。
明治32年（1899年・28歳）京都市立美術工芸学校（現在の京都市立芸術大学の前身校）の教諭に就任する。（以後、京都市立絵画専門学校教授などを歴任し、大正13年（1924年・53歳）に学校の移転問題などによって竹内栖鳳らとともに辞任するまで学生の指導にあたる。）この頃には山下竹斎、玉舎春輝、林文塘、山元春汀（桜月）、小村大雲などが入門しており、明治33年（1900年・29歳）に画塾、同攻会を結成した。
明治34年（1901年・30歳）新古美術展に「法塵一掃」を出品し一等二席となり画壇に確固とした地位を築き上げた代表作の一つとなる。明治37年（1904年・33歳）農商務省より欧米における意匠、図案の調査、京都府より美術教育の視察のためアメリカ、セントルイス万国博覧会への出張を命ぜられ夏に渡米した。10月に体調を崩しヨーロッパへは行かずにアメリカより帰国した。帰国後に伝統的な水墨画とは異なる空気遠近法を効果的に用いたモノクロームの山岳風景を生み出し、雄大な風景画の大きな進展が図られた。こうして生まれた作品には「ロッキーの雪」や「冬の夕」がある。
明治40年（1907年・36歳）文展開設にあたり竹内栖鳳らと共に審査委員に任命された。文展にはこの後「雪松図」「塩原の奥」「春夏秋冬」などを出品する。明治42年（1909年・38歳）画塾、同攻会を早苗会と改称する。明治44年（1911年・40歳）御所南の高倉丸太町に転居し終の住処とする。大正3年（1914年・43歳）大津湖畔の別邸、蘆花浅水荘の造営に着手する。（完成は大正10年（1921年・50歳））大正4年（1915年・44歳）に六曲一双の「万年雪図」を制作、大正5年（1916年・45歳）には皇太子裕仁親王（昭和天皇）の立太子式に用命の「晴天鶴」を描く。　　　　　　　　　　　
大正6年（1917年・46歳）帝室技芸員に任命される。大正8年（1919年・48歳）帝国美術院会員となった。この頃入門した弟子に師森寛斎の孫の森公挙がいる。大正9年（1920年・49歳）頃、大津の地元で岩崎健三、伊藤陶山らと膳所焼の復興を目指し新窯を開いた。大正11年（1922年・51歳）パリ日仏交換展に「義士隠栖」「秋山図」を出品しサロン・ド・パリ準会員となった。また第4回帝展に「山上楽園」を出品した。大正13年（1924年・53歳）淡交会第1回展に唐代の故事を画題とした「捨骼拾髄」を出品する。大正14年（1925年・54歳）大正天皇の銀婚式に際して「智仁勇」を描き、同年の第6回帝展に「火口の水」を出品する。
フランス政府の求めにより「山村の雪」をパリ、リュクサンブール美術館に寄贈する。この功績により大正15年（1926年・55歳）シュヴァリエ・ド・ラ・レジオンドヌール勲章が贈られる。この機会にフランス駐日大使で詩人のポール・クローデルと親交を深める。同年の7月にクローデルは春挙の別邸、蘆花浅水荘を訪れ、春挙がその場で描いた絵にフランス語で賛を書いている（「躍鯉図」「馬図」）。淡交会第3回展に「武陵桃源図」を出品する。
昭和3年（1928年・57歳）昭和天皇大嘗祭の際に用いられる悠紀主基地方風俗歌屏風の制作を川合玉堂とともに命ぜられ、春挙はそのうち主基地方屏風を描くことになった。また高松宮成人式に用いる「春の海」六曲一双を描いた。昭和4年（1929年・58歳）帝展に「富士二題」、昭和5年（1930年・59歳）第6回淡交会展に「高嶽爽気図」、昭和6年（1931年・60歳）に「しぐれ来る瀞峡」を出品した。また同年「瑞祥（蓬莱山図）」を制作し京都で展覧されると多くの観覧者が詰めかけ嘆賞したと記されている。昭和8年（1933年・61歳）3月の淡交会展に「奥山の春」「阿蘇高原」を出品、6月26日に京都にて発病、7月12日逝去、13日密葬ののち北区等持院に埋葬、15日に特旨を以て従四位に叙せられる。16日大徳寺方丈において葬儀を行なう。法名は「奇嶽院春挙一徹居士」。
画風は写生を重視する四条派の伝統を受け継ぎつつも西洋画の技法を採り入れた。墨彩や色彩表現を豊麗さへと徹底的に純化した表現に特色がある。特に鮮やかで透明感のある青色は「春挙ブルー」と呼ばれどのように発色させたか現在でも解明されていない。
壮大であると同時に繊細で気品があり詩情あふれる画風は千總など絵を享受する京の大店に支持された。また晴朗で華麗な作風は宮中でも愛好され大々的な作画御用も多かった。明治天皇も春挙のファンで、亡くなる際、床の間に掛けられていたのは春挙の作品であったという。

## 人物
春挙と、またいとこ（又従姉弟）にあたる夫人のため（匡子）の祖先は膳所藩医を務めるなど医師の多い家系、また和歌、生花、国学の研究、盆梅の栽培など趣味広汎で風流を好む家風であった。山元家に婿養子として入った父方の祖父、高田善右衛門は第二次世界大戦前の修身の教科書で勤勉な商人の鑑として紹介された。
春挙は好奇心旺盛で狂歌、俳句、書、茶道、禅、登山、写真、瓢箪、竹、石の蒐集など多趣味であった。明朗で社交的、進取の気性に富み西洋好きで洋装を好み、ホテルでの食事、モーターボート、自動車の運転を楽しんだという。

## 禅
若い時から禅に興味を抱き、天龍寺の峨山禅師や建仁寺の黙雷老師に参禅し修養している。禅宗関係の本が出版されるとすべて購入して読んだという。禅の故事に因んだ二つの作品「法塵一掃」「捨骼拾髄」はいずれも禅に対する深い理解が示されている。

## 狂歌・俳句
狂歌を特に好んだが師森寛斎から手ほどきを受け、16歳の時に初めて狂歌を作ったとされる。写生旅行先で弟子と楽しんだり、知人への祝いや旅先での揮毫の依頼などには狂歌を添えるのが通例であった。

## 写真
18歳ごろ歌川国鶴 (2代目)より習い、いち早く絵の制作に写真術を取り入れた。重い機材を背負って野山を歩き回って辺りを撮影し、撮った写真を古画や自分の描いたものと比較検討をしたり、流水をスローシャッターで撮って作品に取り入れた。器具の創作や工案にも熱心で、最初は乾板が容易に手に入らず自分で薬を調合して作った湿板による撮影を苦労して行なっていたという。京都に於ける写真界の創成期を飾った一人で、京都アマチュア写真協会の会長となった写真技術は春挙の作画上に重要な部分を占める。

## 登山
山登りは若い時から好きであったが晩年まで塾生達と共によく写生旅行を行なった。大正4年（1915年・44歳）に伊吹山へ出かけたのを皮切りに大正6年（1917年・46歳）には画塾の早苗会に山岳部を設け、比叡、白馬、上高地、乗鞍、穂高、槍、富士、黒部、瀞、英彦山、阿蘇、高千穂、桜島などに毎年のように赴くようになった。これに伴い実景に基づいた山岳風景も生み出されるようになった。登山には写真機の機材を持参し、現地で撮影した写真と克明な写生を踏まえて制作が行なわれたと考えられる。

## 染織品の下絵
天保二年（1831年）に京都で開業した髙島屋は幕末には木綿呉服商として知られるようになり、明治10年（1877年）頃から輸出用の染色品を制作するようになる。明治20年（1887年）前後に常設の画室を設け、雇った日本画家が描いた下絵をもとにビロード友禅や刺繍などの輸出品を生産し、万国博覧会にも積極的に出品を続けた。
明治36年（1903年）第五回内国勧業博覧会に高島屋当主、飯田新七の依頼によりビロード友禅の壁掛け「世界三景」の下絵として竹内栖鳳は「極東の名山（富士山）」、都路華香は「北米の瀑布（ナイアガラの滝）」、春挙は「瑞西の絶景（スイス）」を担当した。さらに明治40年（1907年）の東京勧業博覧会、明治43年（1910年）にロンドンで開催された日英博覧会にも高島屋はビロード友禅、「世界三景　雪月花」を出品し、春挙が「ロッキーの雪」、竹内栖鳳が「ベニスの月」、都路華香が「吉野の桜」を担当し受賞の栄誉となった。

## 洋画
西洋の絵画を参考にし構図や色彩法、陰影法などを学ぶだけでなく自身でも油彩画を描き、研究することを行なった。洋画家以上に春挙が油絵具を購入したという評判もあったほど熱心であった。明治34年（1901年・30歳）の関西美術会（京都大阪の洋画家によって結成された懇親会で現在の関西美術院の前身）の発会式には栖鳳と共に招待され、油彩画の合作をしたという逸話も伝わっている。
「ロッキー山の雪」「雪松図」などの作品では片隈、外隈という色の白さを表現する東洋的技法によらず、西洋絵画の光線を意識した描写により、リアリティを表出しようと試みられた。これは洋画への志向と写真術の相乗的効果である。論理的にも技法的にも油絵を体得し日本画に応用していった春挙にとって、油絵や西洋思想について薫陶を与えてくれたのが1902年（明治35年）にフランスから帰国した友人の洋画家、浅井忠（安政3年（1856年）～明治40年（1907年））であった。

## 蘆花浅水荘
大正3年（1914年・43歳）生地の膳所に土地を購入し、別荘として大正4年（1915年・44歳）から大正10年（1921年・50歳）にかけて離れ、土蔵、持仏堂（記恩堂）、本屋等を琵琶湖畔に建てた。その後大正12年（1923年・52歳）に主屋の二階にアトリエ、洋間、一階に竹の間を増築した。持仏堂には父母と恩師森寛斎の持念仏を安置し、親の霊を祀るとともに師の恩を憶い、さらに故郷に一つの名所を造って衆生報恩を念願した。庭園はかって琵琶湖に面し、往時には室内からも琵琶湖を一望できた。庭には高麗芝を一面に植え、小松を低く作り書院造の茶室を点在させた。建物は数寄屋造りを基調とする手法で細部に至るまで意匠を尽くしたもので、材料や技法にも優れ大正時代の別荘建築をよく伝えるものとして、国の重要文化財に指定されている。別邸にはさまざまな人が訪れているが、大正15年（1926年・55歳）1月には久邇宮、同妃、7月にはフランス駐日大使で詩人のポール・クローデル一行が訪れている。

## 膳所焼の復興
膳所焼は1621年膳所藩主となった菅沼定芳が御用窯として始めたもので、膳所城主とともに発展した。1634年小堀遠州と親交が深かった石川忠総が城主になると、遠州に指導を受けて造り出した「きれいさび」という風情がある茶陶が評判になり遠州七窯の一つに数えられるところとなった。その後、後継の石川憲之が伊勢亀山藩に移封されると膳所焼は衰退していった。膳所焼の廃絶を惜しんだ地元の岩崎健三は大正9年（1920年）春挙の助力を得て登り窯を築いた。健三自身は作陶の経験がなかったため、京焼の二代伊東陶山の指導を受け、遠州好みの古膳所の再現に取り組むとともに、京焼風の色絵茶碗や楽など多彩な作品が造られた。蘆花浅水荘近くにある膳所焼美術館には春挙と弟子達が絵付けした楽焼や染付など数多くの作品が収蔵されている。

## 代表作
| 画像 | 作品名                           | 技法         | 形状     | 寸法（縦x横cm）   | 所有者               | 年代                 | 出品展覧会                           | 落款 | 備考 |  |
| ---- | -------------------------------- | ------------ | -------- | ----------------- | -------------------- | -------------------- | ------------------------------------ | ---- | --- |  |
|      | 黄初平図                         | 絹本著色     | 1幅      | 167.0x80.7        | 西宮市大谷記念美術館 | 1891年（明治24年）   | 京都私立日本青年絵画共進会二等賞銀印 |      | |  |
|      | 法塵一掃                         | 絹本著色     | 1幅      | 160.5x231.9       | 滋賀県立近代美術館   | 1901年（明治34年）   | 第7回新古美術品展1等2席              |      | |  |
|      | ロッキーの雪                     | 紙本淡彩     | 1幅      |                   | 高島屋史料館         | 1905年（明治38年）   |                                      |      | |  |
|      | 雪松図                           | 紙本彩色     | 六曲二双 | 166.0x372.0（各） | 東京国立近代美術館   | 1908年（明治41年）   | 第2回文展                            |      | |  |
|      | 塩原の奥                         | 絹本彩色     | 4巻      | 41.2x359.0（各）  | 東京国立近代美術館   | 1909年（明治42年）   | 第3回文展                            |      | |  |
|      | 長春                             | 絹本彩色     | 六曲一双 | 167.5x373.6（各） | 大阪中之島美術館     | 1912年（大正元年）   |                                      |      | |  |
|      | 渓山密雪図                       | 絹本著色     | 1幅      | 182.5x100.5       | 西宮市大谷記念美術館 | 1922年（大正11年）頃 |                                      |      | |  |
|      | 雪中老松と鷹図屏風（右隻・左隻） | 絹本著色     | 六曲一双 | 154.6x356.2（各） | ボストン美術館       | 1924年（大正13年）   |                                      |      | |  |
|      | 祥瑞之図屏風                     |              | 一双     |                   | 上皇明仁             | 1926年（大正15年）   |                                      |      | 皇室経済法（昭和22年法律第4号）第7条に規定する「皇位とともに伝わるべき由緒ある物」（いわゆる御由緒物） 皇居宮中三殿賢所における慶事奉祝の祭儀にて使用 大正天皇、昭和天皇が過去に所有 |  |
|      | 雪渓遊鹿図                       | 紙本著色     | 1幅      | 161.0x92.4        | 西宮市大谷記念美術館 | 1926年（大正15年）頃 |                                      |      | |  |
|      | 主基地方風俗歌屏風               |              | 六曲一双 |                   | 東京国立博物館       | 1928年（昭和3年）    |                                      |      | 悠紀地方風俗歌屏風は川合玉堂が制作した |  |
|      | 瑞祥                             |              | 二曲一双 |                   | 足立美術館           | 1931年（昭和6年）    |                                      |      | |  |
|      | 松ニ富士山                       | 紙本金地墨画 | 六曲一双 | 167.5x371.0（各） | 富山県水墨美術館     | 不詳                 |                                      |      | |  |
|      | 奥山の春図                       | 絹本著色     | 1幅      | 1,625 mmx715 mm   | 足立美術館           | 1933年（昭和8年）    | 第7回淡交会展                        |      | 春挙最後の大作といえる作品 |  |

## 門人

### 春挙門下四天王
- 川村曼舟
- 小村大雲
- 庄田鶴友
- 服部春陽

### その他
- 植中直斎
- 歌川豊国 (6代目)
- 勝田哲
- 川島梅関
- 川畑春翠
- 久保田竹文

- 小早川秋聲
- 小林春樵
- 斉内一秀
- 柴田晩葉
- 杉本哲郎
- 高井梅渓

- 高橋秋華
- 武田鼓葉
- 玉舎春輝
- 中島菜刀
- 中野春郊
- 中野早雲

- 西井敬岳
- 花岡萬舟
- 林文塘
- 広本進
- 古谷一晁
- 前田一鴬

- 梥本一洋
- 三宅凰白
- 村田陶苑
- 森公挙
- 山下竹斎
- 山元春汀（桜月）- 甥
- 山本倉丘
- 渡辺幾春

### 展覧会図録
- 「山元春挙とぜゝ焼展」冊子（滋賀県立産業文化館、1950年）
- 「京都画壇100年の名作展―伝統と創造―」京都市美術館特別展（京都新聞社発行　1979年）
- 「近代京都画壇の巨匠　森寛斎と山元春挙　ー　師と高弟の画業の軌跡　ー　」（京都府立総合資料館　編集・発行　1982年）
- 「特別展　湖国が生んだ京都画壇の巨匠　山元春挙」（滋賀県立近代美術館　編集・発行　1985年）
- 「春挙と蘆花浅水荘　ー　春挙の日本画の秘密は琵琶湖岸の別荘にある」（滋賀県立近代美術館編集　京都新聞社発行　2003年）
- 「ポール・クローデルと京都画壇」（芳賀徹　林洋子編集　クローデル没後50周年記念企画委員会発行　2005年）
- 「京都日本画の誕生　―巨匠たちの挑戦」京都市美術館特別展　‘京都市立芸術大学創立130周年記念展‘（京都市立芸術大学、毎日新聞社発行　2010年）
- 「描き継ぐ日本美―円山派の伝統と発展」三の丸尚蔵館展覧会図録　（宮内庁三の丸尚蔵館編集　宮内庁発行 2012年）
- 「皇室の名品　近代日本美術の粋」（京都国立近代美術館、宮内庁三の丸尚蔵館、　日本経済新聞社編集　日本経済新聞社発行　2013年）
- 「特別展　山元春挙　ー大明神と呼ばれた画家ー」（名都美術館　編集・発行　2019年）
- 「円山応挙から近代京都画壇へ」（平井啓修、古田亮、朝日新聞社、求龍堂編集　求龍堂発行　2019年）
- 「生誕150年　山元春挙」（福本事務所、滋賀県立美術館、笠岡市立竹喬美術館、富山県水墨美術館編集　生誕150年山元春挙展実行委員会発行　2022年）
- 「山元春挙生誕150年記念企画展　蘆花浅水荘と山元春挙画塾」（大津市歴史博物館　編集・発行　2022年）
- 「綺羅めく京の明治美術　ー世界が驚いた帝室技芸員の神業」（京都市京セラ美術館　編集・発行　2022年）

### 所蔵美術館
国内　
宮内庁三の丸尚蔵館、東京国立近代美術館、東京国立博物館、山種美術館、京都国立近代美術館、京都市京セラ美術館、高島屋史料館、大阪中之島美術館、西宮市大谷記念美術館、足立美術館、愛媛県美術館、宮崎県立美術館、滋賀県立美術館など
海外
イギリス：大英博物館（The British Museum）
フランス：ポンピドゥー・センター（Centre national d’art et de culture Georges Pompidou)　　　　　　　       
アメリカ：ボストン美術館（Museum of Fine Arts, Boston）
　　　　　シアトル美術館 (Seattle Art Museum)
　　　　　バージニア美術館　(Virginia Museum of Fine Arts)
など